# Olympus Has Fallen
Olympus has fallen är en amerikansk actionfilm från 2013 i regi av Antoine Fuqua. Huvudrollerna spelas av Gerard Butler, Aaron Eckhart och Morgan Freeman. 

## Handling
President Benjamin Asher (Aaron Eckhart) ska ha ett diplomatiskt möte med Sydkoreas premiärminister (Keong Sim), men just då attackeras Vita huset av hänsynslösa terrorister från Nordkorea. När presidenten och premiärministern tar skydd i skyddsbunkern visar det sig att premiärministern av misstag råkat få med sig några av terroristerna, bland annat deras ledare Kang Yeonsak (Rick Yune). Terroristerna tar presidenten som gisslan eftersom Kang vill ha koderna till USA:s armés självdestrueringsmekanism till kärnvapnen, vilket kan göra USA sårbart för ett kärnvapenanfall. Lyckligtvis befinner sig den avskedade Secret Service-agenten och presidentens vän Mike Banning (Gerard Butler) inne i Vita huset.

## Rollista
- Gerard Butler – Mike Banning
- Aaron Eckhart – President Benjamin "Ben" Asher
- Morgan Freeman – Talmannen Allan Trumbull
- Angela Bassett – Secret Service-chefen Lynne Jacobs
- Robert Forster – General Edward Clegg
- Cole Hauser – Secret Service-agent Roma
- Finley Jacobsen – Connor Asher
- Ashley Judd – Presidentfrun Margaret "Maggie" Asher
- Melissa Leo – Försvarsminister Ruth McMillan
- Dylan McDermott – Dave Forbes
- Radha Mitchell – Dr. Leah Banning
- Rick Yune – Kang Yeonsak
- Malana Lea – Lim, Kangs teknikgeni
- Sean O'Bryan – Ray Monroe
- Keong Sim – Premiärminister Lee Tae-Woo
- Tory Kittles – Secret Service-agent Jones
- Phil Austin – Vicepresident Charles Rodriguez
- James Ingersoll – Försvarschefen amiral Nathan Hoenig
- Freddy Bosche – Secret Service-agent Diaz
- Lance Broadway – Secret Service-agent O'Neil

## Om filmen
- En uppföljare, London Has Fallen, hade premiär 2016. Butler, Eckhart, Freeman, Angela Bassett och Radha Mitchell repriserade sina roller. Produktionen påbörjades i maj 2014.
- Ytterligare en uppföljare, Angel Has Fallen, hade premiär 2019. Gerard Butler och Morgan Freeman medverkar även i den filmen.